# 尹庆群礁
尹庆群礁（英語：London Reefs），是南中國海南沙群岛西部的一列群礁，由华阳礁、东礁、中礁、西礁等组成，除华阳礁为中国驻守外，其余三礁均为越南控制。

## 歷史
- 1945年12月12日，中華民國設立「南沙管理處」隸屬廣東省政府管轄。
- 1946年10月，中華民國國民政府海军派遣上校林遵、姚汝鈺率「中業號」、「永興號」、「太平號」、「中建號」等四艘軍艦接收南海諸島，並建碑測圖。
- 1956年，中華民國海軍先後派出立威部隊、威遠部隊和寧遠部隊三次巡察南沙群島。在巡弋過程中，曾在太平島、南威島、西月島重樹石碑、舉行升旗禮，並改編為「南沙守備區」，改派海軍陸戰隊守備太平島。。[1]

## 名稱來源
- 1947年和1983年，中国政府公布名称为尹庆群礁，以纪念配合郑和出使西洋的明朝中官尹庆。

## 地理位置
- 西南距南威岛约19海里，北距永暑礁约41海里
- 分布在北緯8°48'至8°55'、東經112°12'至112°53'之間。

## 地質地形
- 四个环礁东西向一字排开，东西长约38海里。